# Píchoš Woodův
Píchoš Woodův (Encephalartos woodii) je druh cykasu z čeledi zamiovité (Zamiaceae). Jedná se o jednu z nejvzácnějších rostlin světa, která ve volné přírodě již vymřela. I z tohoto důvodu patří k nejdražším, pokud je vůbec možné je získat. Několikacentimetrové odnože stojí desítky tisíc dolarů.

## Etymologie
Jméno obdržel po Johnu Medley Woodovi, kurátorovi botanické zahrady v Durbanu a řediteli Natal Government Herbarium, který objevil jediný existující strom a přesadil jej do Durbanu.
Wood popsal nalezený strom jako variantu druhu Encephalartos altensteinii (Encephalartos altensteinii var. bispinna). V roce 1908 byl strom popsán jako samostatný druh anglickým zahradníkem Henry Sanderem.

## Rozšíření

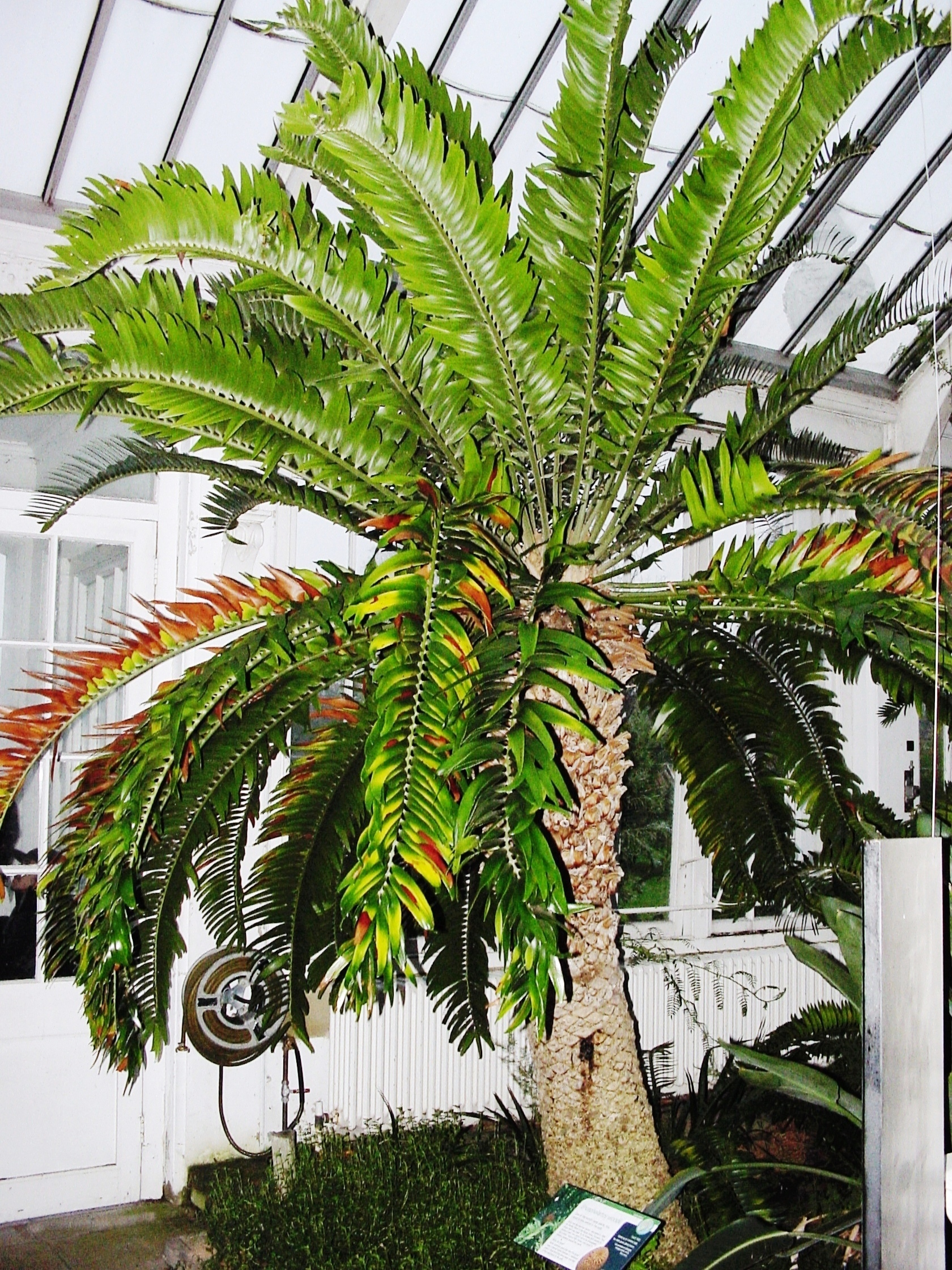
Encephalartos woodii v londýnské zahradě Kew

Strom pochází z Jižní Afriky, z lesa Ngoya Forest. V roce 1907 byl v přírodě nalezen pouze jeden samčí strom, který byl přemístěn do botanické zahrady. Z jeho odnoží pocházejí všechny současné rostliny ve světových sbírkách. Ty jsou také pouze samčího pohlaví. Semena této rostliny tedy neexistují.
Množení této rostliny proto probíhá dvěma způsoby:
- odebíráním odnoží od původního stromu v Durbanu - ty jsou vždy samčího pohlaví
- křížením s příbuznými druhy - např. E. woodii x natalensis a jejich zpětným křížením s E. woodii, kdy každé zpětné křížení s čistým samcem E. woodii křížence o něco více přiblíží původní rostlině.

## Ochrana
Píchoš Woodův ve volné přírodě vyhynul. Je proto zapsán na hlavním seznamu CITES I, který kontroluje obchod s ohroženými druhy.